# Lobres
Lobres es una localidad y pedanía española perteneciente al municipio de Salobreña, en la provincia de Granada, comunidad autónoma de Andalucía. Está situada en la parte central de la comarca de la Costa Granadina. Cerca de esta localidad se encuentran los núcleos de Salobreña capital, Molvízar y Motril.

## Demografía
Según el Instituto Nacional de Estadística de España, en el año 2022 Lobres contaba con 1 233 habitantes censados, lo que representa el 9,88% de la población total del municipio.

### Evolución de la población
| Gráfica de evolución demográfica de Lobres entre 2012 y 2022 |
|                                                              |
| Datos según el nomenclátor publicado por el INE.             |

## Comunicaciones

### Carreteras
Las principales vías de comunicación que transcurren por esta localidad son:
| Identificador | Denominación                     | Itinerario                |
| ------------- | -------------------------------- | ------------------------- |
| A-7           | Autovía del Mediterráneo         | Algeciras - Barcelona     |
| GR-14         | Acceso oeste al Puerto de Motril | Lobres - Puerto de Motril |
| GR-8300       | De A-4050 (Jete) a N-323         | Jete - Lobres             |

Algunas distancias entre Lobres y otras ciudades:
| Ciudades  | Distancia (km) |
| --------- | -------------- |
| Salobreña | 5              |
| Motril    | 7              |
| Granada   | 63             |
| Almería   | 114            |
| Jaén      | 153            |
| Murcia    | 333            |

## Servicios públicos

### Sanidad
Lobres cuenta con un consultorio médico de atención primaria situado en la calle del Espinar s/n, dependiente del Área de Gestión Sanitaria Sur de Granada. El servicio de urgencias está en el centro de salud de Salobreña.
El área hospitalaria de referencia es el Hospital Santa Ana, en Motril.

### Educación
El único centro educativo que hay en la localidad es:
| Denominación genérica                    | Nombre del centro | Naturaleza | Dirección          |
| ---------------------------------------- | ----------------- | ---------- | ------------------ |
| Colegio de educación infantil y primaria | CEIP Cervantes    | Público    | C/ del Espinar, 19 |

## Cultura

### Fiestas
Sus fiestas patronales se celebran en honor a San Antonio de Padua el fin de semana más próximo al 13 de junio, e incluyen verbenas por la noche, la procesión del santo y actividades lúdicas como un torneo de fútbol sala.
También se festeja el 2 de febrero el día de su patrona, la Virgen de la Candelaria. La madrugada del domingo empieza la fiesta con el rosario de la aurora por todas las calles de la pedanía, y a continuación se ofrece una chocolatada con churros a todos los asistentes. A las 12:00h la misa en honor a la patrona y seguidamente la procesión con las imágenes de San José y la Virgen de la Candelaria por las calles de Lobres y desde los balcones y terrazas la gente les echa palomitas de maíz, una tradición muy antigua.